# Находкинская военно-морская база
Находкинская военно-морская база — бывшая военно-морская база Тихоокеанского флота СССР в бухте Находка Приморского края (1934—1962). 
4-я, 5-я (на месте причалов бывшей ЖБФ), 171-я бригады дизельных подводных лодок, подразделение торпедных катеров. 1-й ОДПЛ ТОФ с местом базирования и береговой базой в бухте Находка.

## История
К 22 июня 1941 года в Находке базировалось 12 лодок типа «Щ».
31 августа 1943 года подводная лодка Щ-130 в результате столкновения с подводной лодкой затонула в заливе Америка (сегодня известен как: залив Находка). 2 сентября того же года поднята, введена в строй.
На подводной лодке М-6 шестого отдельного дивизиона в бухте Находка проходил службу Аркадий Ганрио, позднее ставший первым командиром соединения атомных подводных лодок Тихоокеанского флота в звании контр-адмирала.

### 4-я бригада
4-я морская бригада подводных лодок в бухте Находка была переформирована 23 марта 1941 года, из её состава выведены плавбазы «Приморье» и «Теодор Нетте», большие подводные лодки XI серии Л-7, Л-8, Л-10, XIII серии Л-14, Л-15, Л-16, Л-17.

### 5-я бригада
14 ноября 1934 года приказом РВС МСДВ сформирован сводный отряд подводного плавания. 5-я бригада была сформирована приказом командующего ТОФ от 29 апреля 1935 года. Бригада была укомплектована «щуками» серий V-бис и V-бис-2. Базой бригады стала бухта Находка, первым командиром — Г. Н. Холостяков. В окончательном виде соединение состояло из четырёх дивизионов: 31-го («Щ-117» — «Щ-120»), 32-го («Щ-121» — «Щ-124»), 33-го («Щ-125» — «Щ-128») и 34-го («Щ-129» — «Щ-132»). Приказом ВМФ № 0011 от 11 февраля 1941 года подводные силы ТОФ были преобразованы. в бухте Находка располагался 1-й ОДПЛ (отдельный дивизион подводных лодок), в состав которого входили 11-й ДПЛ («Щ-121» — «Щ-126») и 12-й ДПЛ («Щ-127» — «Щ-132»).
В декабре 1934 года в пустынную бухту Находка перешла из Владивостока и стала якорь плавбаза «Саратов». На берегу бухты Находка виднелось несколько деревянных домиков да засолочные чаны — посёлок и заготовительный пункт Дальрыбтреста. В бортов плавбазы встали пришедшие вслед за нею подводные лодки. Несколько экипажей перезимовали здесь на своих лодках, а затем перебрались в палатки по 10 человек в каждой. На борту «Саратова» умещалось четыре экипажа «щук». Первая денежная сумма на строительство базы в бухте Находка была выделена только в июле 1934 года. В октябре 1935 года на борту «Саратова» состоялось специальное заседание штаба ТОФ и командования бригады при участии строителей: деньги были на строительство израсходованы, а работа не выполнена. В дальнейшем плавбаза «Саратов» на протяжении длительного времени обеспечивала потребности отдельного дивизиона подлодок типа «Л», который с ноября 1939 года базировался в Петропавловске-Камчатском. Накануне начала Великой Отечественной войны 1-й ОДПЛ ТОФ в бухте Находка обходился без плавбазы.
Строители 5-й бригады был построен пирс на месте причалов ЖБФ и военный городок. От того времени там сохранились два здания — маленькая больница и бывшая баня моряков. На мысе Астафьева находился деревянный причал. В первом распадке к юго-западу от мыса Линдгольма была построена баня, недалеко от неё — родильный дом. Надстроенное здание бани напротив бывшей ЖБФ сохранилось до сих пор (2018). В следующем распадке на юго-запад для семей офицеров были построены три двухэтажных дома по адресу: улица Макарова, № 1, 2, 3. Сохранились три старых дома ДНС, построенные в 1940-х годах: по улице Макарова, № 7 и 9, третий дом стоит заброшенный (2018). По воспоминаниям А. Н. Болонина, приехавшего в Находку в 1946 году, место в районе нефтебазы называлось Старый порт.

### 171-я бригада
С 1962 года возникла задача освоения новых районов базирования: Министерство рыбного хозяйства СССР потребовало передать рыбакам территорию в бухте Находка, 171-й бригаде 40-й дивизии подводных лодок пришлось найти новое место базирования. Главком ВМФ выбрал новый пункт базирования бригады — бухту Нагаева.

### 4-й дивизион торпедных катеров

Затон на месте будущего НСРЗ (1940)

14 ноября 1934 года приказом № 004 РВС МСДА сформирован сводный отряд подводных и надводных кораблей с местом базирования в бухте Находка. В бухте разместился 4-й дивизион торпедных катеров под номером 44, который был укомплектован катерами ТКА-4. Прежде 4-й дивизион базировался в бухте Козьмина, но не закрепился там из-за малых глубин бухты. По воспоминаниям корреспондента газет «Боевая вахта» и «Красное знамя», «Укрепрайона ещё не было, так как не было ещё ни одной готовой батареи. Штаб УРа размещался в Находке. Там же — зенитный дивизион, дивизионы торпедных катеров и подводных лодок. Во Врангеле размещалась морская авиация».
В 1943 году база торпедных катеров располагалась в затоне современного НСРЗ. Члены экипажей располагались в доме № 58 будущего Находкинского проспекта. С 1951 года в этом здании располагалась семилетняя школа, а позднее — школа рабочей молодёжи и вечерняя школа. В середине 1960-х годов к зданию был достроен второй этаж. В связи со строительством судоремонтного завода, базу перевели на мыс Астафьева. Остатки военных объектов сохранились на сопках выше улицы Заводской.